# 유진오
유진오(兪鎭午, 1906년 5월 13일 ~ 1987년 8월 30일)는 일제 강점기 조선 시대의 소설가 겸 법학자 등으로 활동한 대한민국의 교육자(대학 교수) 겸 정치인이다. 본관은 기계(杞溪)이고 호(號)는 현민(玄民)이며 한성부에서 출생하였다. 일제 시대 때에는 보성전문학교의 교수로 지냈고 고려대학교의 창립 초기 멤버이며, 고려대학교의 총장을 지냈다.
카프가 민중문제에 소홀하다는 이유로 불참하였으며 경성제대에 결성되었던 경제연구회라는 마르크스주의 연구 단체에 가입하여 활동하기도 했고, 나중에는 사회주의 좌파 문학인으로 활동했으나 태평양 전쟁 이후 친일 칼럼, 논설 등을 기록 및 기고하는 친일 어용 단체 등에서 활동하였다.
1948년 제헌 국회에 참여하여 헌법기초위원회 위원의 한사람으로 제헌 헌법을 입안하였으며, 정치 활동으로는 제1공화국 기간 중 민국당과 민주당에 참여하였으며, 1959년 장택상 등과 함께 재일동포 북송 반대운동에 동참했다. 그 뒤 윤보선 등과 함께 민주당 구파 계열의 지도자로 활동했으며, 언론, 법률 활동 외에 제3공화국, 제4공화국 기간 중 야당 지도자의 한사람으로 활동했다. 신민당 총재 등을 지내다가 1969년 3선개헌이 통과되자 충격을 받고 당 총재직에서 물러나 박정희 정부 하에서는 줄곧 야당 지도자로 정부 비판에 앞장섰으나, 제5공화국 출범 이후 국정자문회의 위원과 국토통일원 고문 등을 지내기도 했다.

## 생애

### 생애 초반

#### 출생과 소년기
현민 유진오는 1906년 5월 13일 한성부에서 궁내부 제도국 참사관을 지낸 유치형(兪致衡)의 아들로 태어났으며 본관은 기계이다. 1914년 경성 재동공립보통학교에 입학하여 1918년 졸업했다. 1919년 경성제일고등보통학교(경기고등학교의 전신)에 입학하여 1924년 졸업했다. 1919년 10월에 성진순과 결혼하였다.
같은 해 경성제국대학 예과 입학 예비시험 격으로 일본 학생과 조선 학생이 공동으로 치른 '제1회 대학예과 고등학교 입학 모의 시험'에서 수석을 차지하였다.

#### 학창 시절
같은 해 경성제국대학 예과 입학시험에서 수석을 차지하여 예과로 입학한다. 입학 후 경성제국대학의 조선인학생 모임인 ‘문우회’를 조직하고 회보 ‘문우’를 발간했다. 성인이 된 뒤 아호를 현민(玄民)이라 하였다.
1926년 3월 경성제국대학 예과를 마치고 법문학부 법과에서 수강했고 그해 4월 이후부터 1931년까지 경성제국대학 내 좌익 성향의 학내 모임인 경제연구회의 조직에 참여하여 활동했다. 이때 일제로부터 불령선인으로 감시당했으나 무사히 학교를 마치고 1929년 3월 경성제국대학 법문학부 법과를 수석으로 졸업한다.
1926년 그는 부인 성씨가 별세하자 1928년에 박복례와 재혼하였다. 그러나 박복례 역시 사망하여 이명래의 딸 이용재와 재혼한다. 1929년 4월부터 1933년 3월까지 모교인 경성제국대학 법문학부 조수로 있으면서 경성제대 예과에 강사로 나갔다.

### 일제 강점기 활동

#### 작가 생활과 사회 활동

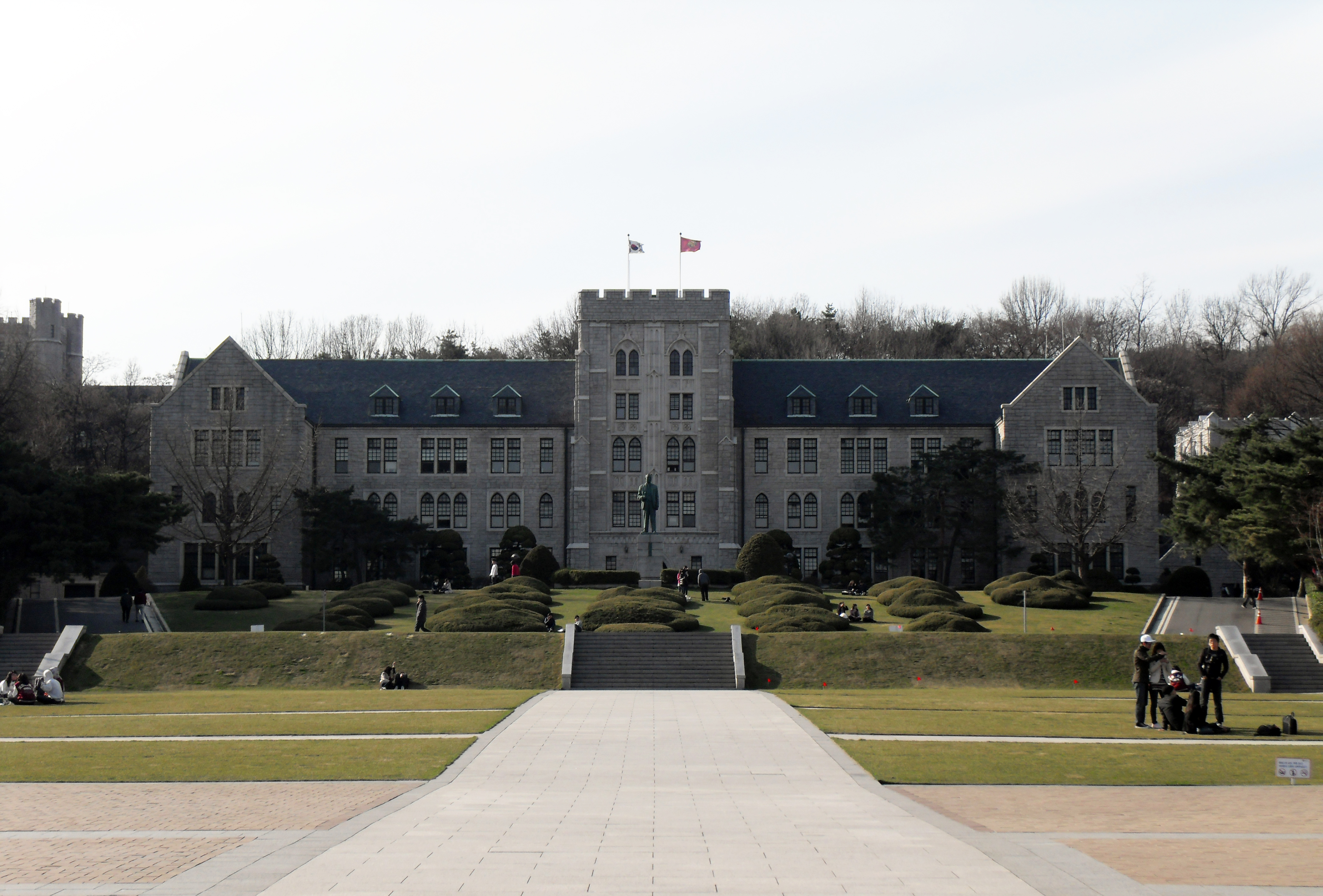
고려대학교 건물

1927년 5월에는 단편소설 ‘스리’를 조선지광에 발표하면서 작가로 등단했다. 1929년에 경성제국대학을 졸업한 뒤 조선인 졸업생 모임인 ‘낙산구락부’를 조직하여 학술잡지 ‘신흉’을 발간했다.
1929년 4월부터 경성제국대학 법문학부 조수로 재직하다가 1931년 법철학연구실 조수로 옮긴 뒤, 겸임 예과 교수로 예과에서 법학통론을 강의하면서 강사생활을 시작했다. 같은 해 9월 무렵부터 이강국, 최용달, 박문규, 김광진 등과 함께 경제연구회의 주요구성원을 중심으로 한 ‘조선사회사정연구소’를 설립하여 활동했다.
이듬해 1932년에는 김성수가 보성전문학교를 인수하자 교수로 초빙되어 재직, 보성전문학교 교수 및 법과 과장을 역임하였다. 그 이후 유진오는 법학 연구를 중단하고 창작 활동에 몰두하면서 지냈다고 한다.
1930년 이지휘란 필명으로 당시 운동의 상황과 문제점을 정리한 '년간조선사회운동개관'을 동아일보에 기고했다. 같은 해 만주를 여행하고 돌아온 후 마적, 귀향, 송군남매와 나 등의 동반자적 경향이 짙은 작품을 발표했다. 당시 카프(KAPF)에서 가입 권고를 받았으나 그는 카프가 조선의 식민지적 현실을 등한시한다고 판단하고 거리를 두었다.
1932년 5월을 전후해 근로 대중의 이익을 위한 연극을 표방하는 극단 메가폰을 결성했다. 1932년 김성수가 보성전문학교를 인수하면서 법학과 강사로 출강했고, 이후 국제법이나 국제정치에 관한 논문을 여러 편 발표했다.

#### 전문학교 교수 활동
1933년 4월 보성전문학교 법학과 전임강사에 임용되었고, 10월부터 동아일보의 객원기자로 칼럼을 기고하기도 했다.
1936년 함경남도 원산청년회에서 개최한 강연회에서 강연한 내용이 반일적 사상을 담고 있다는 문제가 되어 총독부 경무국에 소환되어 조사를 받고 풀려났다. 1936년 4월 보성전문학교 정교수로 임용되었다.
1937년 보성전문학교 교수로 부임했으며, 1939년 보성전문학교 법과 과장 직을 맡았다. 1939년 법학 연구를 중단하고 창작활동에 몰두했다. 이 해 '유진오단편집'이 간행되었다.

#### 친일 행적 의혹
중일 전쟁 발발 이후 친일 협력의 길로 걷게 된다. 1939년 7월호 ‘삼천리’ 잡지에 중일 전쟁을 적극 지지하는 내용의 사설을 기고한것을 시작으로 조선문인협회, 조선문인보국회, 조선임전보국단 등 각종 총독부 어용단체에 가입하면서 활동하였고 1940년에는 국민총력조선연맹 문화부와 선전부 위원으로 피선되어 활동한다.
1939년 7월호 삼천지 에 "동아신질서 건설을 위하여 대륙의 전선에 분전하는 용사들을 위문하기 위하여 금차 도지(渡支)하는 제위의 건강을 빌며 이 중대한 사명을 무사히 다하시기를 바랍니다. 전쟁이란 실로 인간의 가장 심오한 금선(琴線)을 울리는 가장 절실한 인간 활동이라 금차의 제위의 전선 위문은 반드시 위대한 문학적 성과로 나타날 것을 아울러 기대합니다."라며 '북지황군(北支皇軍) 위문단'을 격려하는 '신질서 건설과 문학'이라는 글을 발표하면서 본격적으로 친일활동에 가담하였다.
39년 10월 조선실업구락부에 가입하였다. 11월 3일 조선총독부 학무국의 외곽지지단체인 조선문인협회가 경성에서 결성될 때, 발기인과 간사로 참여했고, 조선문인협회 회원이 되었다. 11월 8일 조선문인협회가 주최한 '전선(戰線)에 위문문·위문대 보내기 행사'를 주관, 진행하였다.
12월 조선문인협회의 간사로서 사업부 조직의 임무를 맡았다.
1940년 2월 조선문인협회가 주최한 평양문예대회에서 '조선문학과 요어 문제'라는 연제로 대중강연을 펼쳤다. 9월 만주국 민생부(民生部)가 주최한 만주문화건설공작강연회(滿州文化建設工作講演會)에서 '조선문학과 만주 문학-특히 현대 조선의 입장으로부터'라는 연재로 만주국 순회강연을 했다. 10월 12일 조선문인협회가 주최한 문사부대(文士部隊) 육군지원병훈련소 1일 입소에 참여한 뒤 '삼천리' 12월호에 '일사불란의 그 훈련'이라는 짧은 산문을 통해 "지원병훈련소를 견학하고 그 질서와 규율에 다시금 탄복하였다. 공교로이 그날 오후 나는 불가피한 사무가 있어 훈련의 실상은 견학하지 못하였으나 숙사 학교 식사 등의 실경을 보았을 때 그 질서의 정연함에 탄복하였다. 그 일사불란의 훈련 속에서 동아신질서 건설의 굳센 힘도 우러나올 것으로 믿는다."라는 소감을 밝혔다. 1940년 11월부터 12월까지 조선문인협회가 주최한 순회 시국강연회의 연사로도 평안도에 파견되어 '신체제와 국어보급'이라는 연제로 강연했다. 12월 국민총력조선연맹 문화부와 선전부 위원으로 피선되었다.
1940년 11월 25일 김동환, 박영희 등과 함께 시국강연회에 참가한다.
어느덧 성전(聖戰) 만 3주년을 맞이하게 되었습니다. 저 먼 대륙의 오지에서 모든 고통과 맞서서 싸우며 혁혁한 무훈을 세운 황군 장병 여러분에게 삼가 감사와 경의를 바치고자 합니다. 돌이켜보면, 이 3년간 사변은 당초 우리들이 상상치도 못했던 웅대한 규모로 발전한 것입니다. 그리고 사변은 지금 단순히 장(將) 정권의 타도라고 하는 소극적인 것이 아니라 동아 신질서의 건설이라는 적극적인 것을 목표로 삼게 되었습니다.
사변을 단지 소극적인 것으로, 군사적인 것으로 한정시켜 버린다면 저희 문화인은 단지 일 국민으로서 시국에 협력하는 데에 그치고 말 것입니다. 그러나 반대로 사변을 적극적인 것으로까지 발전시켜 보면 저희들은 단지 일 국민으로서만이 아니라 더 나아가 실로 문화인으로서의 막중한 책무도 지고 있음을 생각하지 않으면 안 됩니다. 무릇 동아 신질서의 건설은 또한 동아 신문화의 건설이기도 하기 때문입니다. 어떻게 하여 동아 신문화를 건설할 것인가, 어떻게 하여 동양의 오랜 전통을 새로운 규모 아래 건설해 낼 것인가. 대단히 막막하고 곤란한 과제이긴 하지만 지금 저희들 조선에서 자란 사람은 조선이라는 특수성 때문에, 또한 이중으로 과제를 짊어졌다는 것을 깨닫지 않으면 안 됩니다. 성전 3주년을 맞이하면서, 저는 저희 문화인들의 책무가 크고 막중하다는 사실을 통감하게 됩니다.

1941년 2월 제1회 조선예술상 문학부문 심사위원을 맡았으며, 매일신보사가 주최한 좌담회에참석하여 '문화익찬의 반도체제- 금후 문화부 활동을 중심하여'라는 주제로 토론했다. 7월 조선문인협회가 주최한 용산 호국신사 어조영지 근로봉사(護國神社御造營地)에 참여했다. 1941년 8월 조선문인협회 상무간사를 맡았다.
그 밖에 1941년부터 1945년 일제가 패망할 때까지 각종 시국 강연에 참석하여 시국 연설을 하는 등 여러편의 친일 성향의 논조 사설 글들을 게재해 활동한다.
1941년 유진오는 국민총력조선연맹 문화부 문화위원에 위촉되었고, 같은 해 8월 12일 열린 문인협회 간부회의에서는 김동환, 박영희 등과 함께 상무간사로 위촉되었다. 이때 그는 친일잡지 {삼천리} 등에 친일 논문을 실었고, 학병 지원의 권유와 '대동아공영권' 건설을 역설하였다. 국민총력조선연명에는 당시 친일문학자들이 만든 조선임전보국단이라는 단체가 발전적으로 해소하고 결합되었다. 조선임전보국단은 1941년에 결성되었는데 당시 조선 문학자들을 중심으로 꾸려진 최린(崔鱗), 김동환 계열의 임전대책협의회와 윤치호(尹致昊) 계열의 흥아보국단이 통합한 것이었다. 조선임전보국단(朝鮮臨戰報國團)은 이름 그대로 조선에서 일본의 대동아전쟁을 위한 병력의 보충 등 선전·선동의 역할을 나서서 하였다. 국민총력조선연맹은 전쟁이 막바지에 이르러 국민의용대의 조직 및 활동에 일치시키기 위해 해산될 대까지 학병의 권유와 내선일체를 열심히 외쳤다. 유진오는 총력연맹 문화부에서 문화위원으로 활동하면서 결전소설 공모를 심사하였다.
1942년 이후 문단의 중요 행사로 매년 1회씩 3회에 걸쳐서 개최된 '대동아문학자 대회'가 개최되자 대표로 참여했다. 이것은 대동아 문예부흥을 목표로 내걸었던 일본의 전시문화 공세의 한 종류로, 여기에 대표로 참가한 사람 중에 두 번을 연이어 참석한 사람은 단 세 사람이었는데, 이광수와 쓰다, 그리고 유진오였다.
| “ | 동아문예부흥의 역사적 거보, 즉 문화상의 대동아전쟁은 이리하여 무력상의 대동아전쟁보다 훨씬 앞서서 눈에 보이지 않는 가운데 벌써 시작된 것이었다. 그러면 동양은 어떻게 자신의 새 문화를 건설할 것인가. 동아문예부흥의 구체적 형태는 어떠한 것이 될 것인가. 새 동양의 수립, 동아문예부흥의 출발이 동양적 전통의 회고로부터 출발할 것임은 말할 것도 없다 | ” |

#### 일제 강점기 후반
태평양전쟁이 진행되면서 일제는 병력 총동원을 위한 조치를 4회나 실시하였다. 1938년 2월 23일 공포, 4월 3일 시행된 육군특별지원병제, 1943년 5월 11일 내각 결정에 의해서 10월 1일 훈련소에 입소한 해군특별지원병제, 1943년 10월 1일 공포, 1944년 1월 20일 시행된 학도병 징집, 그리고 1944년 4월 1일에 징병 검사가 실시된 징병제도의 시행이었다. 그는 이러한 조치를 '성려요 성은'이라고 하였다.
조선내 친일문학계는 이에 부응하여 지원병, 징병 제도 등의 병력동원을 적극 권장하는 노래가사 만들기 등을 자발적으로 한다. 이광수는 가요 <지원병장행가>를 작사했고, 주요한은 시 <첫 피>로써 지원병의 죽음을 예찬하였다. 유진오는 1943년 11월 한 달 동안 《매일신보》에 12편의 되는 학병 관계 사설을 기고했다. 1943년 11월 18일 유진오의 '병역은 힘이다'는 매일신보 11월 18일자 기사 제1면에 헤드라인으로 게시되었다.
1944년 8월 13일 전국 항복 대강연회에서 '우리는 반드시 승리한다'라는 주제로 강연하였다. 이 강연에서 그는 일본의 패전과 조선의 독립이 눈앞에 있던 그 시기에 유진오는 일본의 '영원한 승리'를 다짐하며 '대화일치(大和一致)'를 강조하였다.
| “ | 그리하여 전쟁의 귀추는 벌써 뚜렷해졌습니다. 침략자와 자기 방위자, 부정자와 정의자, 세계 제패의 야망을 쫓는 자와 인류상애(人類相愛)의 이상에 불타는 자의, 한마디로 말하면 악마와 신의 싸움인 것입니다. 정의는 태양처럼, 사악은 먹구름처럼, 구름은 마침내 태양의 적수가 될 수 없습니다. 우리는 정의로워 정의자가 일어설 때는 그 승리는 저절로 명백한 것입니다. …… 하여튼 싸움은 이미 우리의 것입니다. 어째서? 우리가 이 전쟁에서 반드시 승리하지 않으면 안 되기 때문입니다. 우리가 이 전쟁에서 반드시 이길 운명에 놓여 있기 때문입니다. 여러분, 필승에의 신념은 결코 헛된 맹신이 아닙니다. 실로 이와 같은 필승의 이(理)를 자각하고, '대화일치', 서로 굳세게 최후의 단계를 돌파하고 나아가야겠습니다. | ” |

패전 직전 1945년 6월 8일 조선언론보국회가 출범하자 유진오는 언론보국회의 평의원에 선출되었다. 그 뒤 조선언론보국회가 주최한 1945년 6월 15일 언론총진격 대강연회에 참여한다.

### 광복 이후
1945년 광복 직후 잠시 경성대학 법문학부 교수를 겸하였으나 사퇴하였다. 해방 이후 언론에 헌법과 관련된 글을 발표함으로써 해방과 함께 필연적으로 제기될 헌법 문제에 대해, 특히 자신의 지위를 충분히 이용하여 입지를 마련해 두고자 노력하였다.
1945년 8월 16일 새벽, 문학단체에 동참하라는 임화의 부탁을 받고 문인들의 회합에 나갔다가 소설가 이태준의 항의로 쫓겨났다. 이후 작가의 길을 접고 교육가, 법학자, 관료, 그리고 정치가의 길로 나섰다. 보성전문학교 교수와 경성대학 법문학부 교수를 겸직하고 1945년 11월 학무국 산하 교육심의회의 고등교육분과위원회에서 대학령,학위령 등 향후 대학 교육의 근간이 되는 법령의 초안을 작성했다. 1946년 변호사 시험위원에 위촉되었고 그 해 9월에는 고려대학교 교수 겸 정법대학장이 되었다.
9월 조선인민공화국이 조직하자 헌법 제정 작업에 참여를 요청받았다. 그러나 그는 조선인민공화국의 헌법제정 작업은 진주군이 인정한 권력 기구가 아니라는 점을 들어 전혀 도외시하면서 친일 지주들로 구성된 한민당의 헌법제정 작업 요청에는 수락하였다. 1945년 10월 이승만이 귀국하자, 그를 중심으로 한 독립촉성회의 전위조직이며 신익희(申翼熙)에 의해 구성된 일제하 행정 관리들의 연구모임인 '행정연구회'에 참여하여 자문과 헌법제정 작업을 준비하는 활동을 하며 미국, 이승만, 한민당 계열로 인맥들을 충분히 활용하여 자신의 입지를 강화시키는 데 주력하였다.
1946년 미군정 법전편찬위원회 위원이 된 뒤, 1947년 6월 남조선과도정부 산하 법전편찬위원회 위원(헌법 분과위원)에 임명되었다.

### 정부 수립 이후

#### 제헌 국회의원 활동

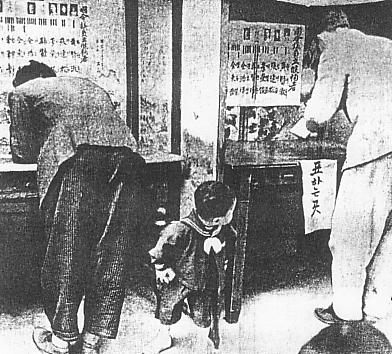
제헌국회 총선 투표 광경

1946년부터 이승만의 단독정부 수립론에 참여하였으며, 국회 헌법기초전문위원, 초대 법제처장을 지냈다.
1948년 3월에는 인촌 김성수의 부탁을 받고 사법부법전편찬위원회에 초안을 작성하여 넘겼다. 처음에 유진오는 대지주였던 김성수가 자신의 4대원칙 중 하나인 농지개혁안을 받아들이지 않을 것 같았다. 그러나 김성수는 유진오의 설명을 듣고 토지개혁을 포함한 4대입법안에 전적으로 찬성을 표하였다. 양원제, 내각책임제, 농지개혁법, 중요기업의 국영화를 4대 기본원칙으로 하는 법안을 점은 본안인 유진오안과 대동소이하였다.

1948년 5월 30일 제헌국회 총선 의석수

5월 30일 서울특별자유시 중구의 선거에서 국회의원에 당선되고, 6월 헌법기초위원회 위원으로 서상일, 윤치영, 김준연, 조봉암 등과 함께 헌법 제정에 참여하였다. 1948년 6월 1일 헌법기초위원회 전문위원에 선임되었고, 헌법기초위원을 겸하였다.
유진오는 대한민국 제헌 헌법의 기초가 된 초안을 작성하였는데, 자신의 회고록에서 황동준, 윤길중, 정윤환 등의 도움을 받아 작성했다고 기록하였다. 초안의 조문 끝에는 독일 바이마르 헌법, 미국, 오스트리아, 일본(대일본제국헌법과 일본국헌법), 중화민국, 필리핀, 프랑스, 프로이센 헌법 등을 참조했다고 기술하였다. 이 초안에서 국민을 '인민'으로 표현했다. 초안 작성자인 그가 국민 대신 인민이란 어휘를 택한 데는 이유가 있었다. 국민은 국가의 구성원이라는 의미가 강하여 국가우월적 느낌을 준다. 반면에 인민은 국가라도 함부로 침범할 수 없는 '자유와 권리의 주체'로서의 인간을 표현한다. 유진오는 국가를 구성하는 자유인으로서의 개인을 표시하는데 국민보다 인민이 더 적절하다고 판단했다.
이에 국회의원이던 윤치영은 대한민국 헌법 초안의 인민이라는 용어를 문제삼아 유진오를 통박하였다. 그는 "인민이란 말은 공산당의 용어인데 그러한 말을 쓰려고 하느냐. 그런 말을 쓰고 싶어 하는 사람(유진오)의 사상이 의심스럽다."고 흥분했다. 유진오는 불쾌감을 드러내며 항의했고 윤치영은 틀린말 하지 않았다며 맞받아쳤다. 국회에서는 논쟁이 벌어졌고, 윤치영은 인민이라는 단어를 고집하는 국회의원들을 공격했다. 그러나 인민이라는 용어는 대한제국의 절대군주 시절에도 사용되던 용어였다. 후에 유진오는 좋은 단어 하나를 공산당에 빼앗겼다며 한탄하였다.
그해 8월 대한민국 법전편찬위원회 위원, 1949년에는 고려대학교 법정대학장이 되었다. 그해 고등고시 출제위원에 위촉된 뒤 1952년 9월부터 1965년 10월까지 고려대학교 총장을 역임하였다.

#### 한국 전쟁과 교육 활동
1950년 한국 전쟁이 일어난 뒤 고려대학교 임시 관리 책임자, 중앙선거위원회 위원, 외교위원회 위원 등을 맡았다. 1951년 대한민국교수단 단장, 전시연합대학 총장(4월 ~ 8월), 고려대학교 총장 서리로 활동했다. 같은 해 한일회담 준비조사차 일본으로 건너갔고, 10월에는 한일회담 대표로 발탁되었다. 그러나 1952년 5월에 한일회담 결렬로 귀국했다.
9월에는 고려대학교 총장으로 취임했을 당시 미국으로 건너가 하버드 대학교에 연구원으로 활동했고 이후 10월에는 국제 연합 한국대표단 법률고문을 맡았다. 1953년 7월에서 8월까지 유럽 각국을 시찰했고 같은 해에 대한국제법학회 회장에 선임되었다. 1954년 대한민국 학술원 종신회원에 위촉되었다.
1955년 연희대학교에서 명예법학박사학위를 받았으며, 동년 9월 민주당에 입당하였다. 1959년 재일교포 북송을 반대하여 재일교포 북송반대 전국위원회에 참여하였고 재일교포 북송반대 전국위원회 국민대표로 장택상, 최규남 등과 함께 스위스 제네바에 가서 일본의 교포 북한송환을 규탄하고, 반대하는 뜻을 알리고 귀국하였다.

### 야당 정치인

#### 제3·4공화국 시절
1961년에 5·16 군사정변 뒤에는 국가재건국민운동본부장이 되었으며, 1962년 문화훈장(대한민국장)을 받았다. 1964년 8월 13일 아리앙스 프랭세즈 프랑스연합회 한국위원회 명예회원에 위촉되고, 1965년 10월 고려대학교 총장직 임기 만료로 사임한 뒤 정치인의 길로 들어서게 되면서 1966년에는 민중당 대통령 후보로 지명되었고, 1967년에는 민중당과 신한당이 합당한 신민당 대표위원이 된 뒤 6월에 국회의원으로 당선되었다. 이듬해 1968년에는 신민당 총재로 취임했고 같은 해에 대한국제법학회 명예회장으로 추대되었다.
1968년부터 박정희의 3선개헌안 통과 시도가 추진되자 1969년 1월 17일에 유진오는 기자회견을 통해서 “당의 운명을 걸고 3선개헌 저지운동을 벌이겠으며 경우에 따라 소속의원의 총 사퇴도 고려하겠다”고 선언했다. 2월 초 유진오는 임시국회 소집을 요구하였다.
1969년 9월 10일 뇌졸중으로 쓰러진 뒤 1970년 1월 7일 일본 도쿄의 병석에서 기자회견을 통해 당수직 사퇴를 공식 발표했다. 1974년에는 민주회복 국민회의에 참가했다. 이후 그는 병석에 누웠지만 박정희 정권의 회유와 지지 요청을 여러 번 거절하였다.
1971년 종로구 국회의원직에서 물러난 뒤 사실상 정계은퇴를 하였다.

#### 만년
1979년 10·26 사건이 발생한 후 국토통일원 고문과 국정자문위원에 위촉되었으며, 1981년 국정자문위원회 위원에 재위촉되었다. 1983년 9월 23일 서울 어린이대공원에서 열린 고하 송진우 동상 제막에 참석하였고 같은 해 12월에는 뇌혈전증으로 쓰러져 입원했다. 이후 1983년부터 투병하다가 1987년 8월 30일에 서울대학교 병원에서 사망했다. 사망 당시 그의 나이 향년 82세였다.
저서로는 《헌법해의》, 《헌법강의》, 《구름 위의 명상》, 《유진오 단편집》 등이 있다.

#### 빈소 설치 논란
1987년 8월 30일 사망했을 당시 고려대학교에서 빈소를 마련해 그의 추모식을 거행했다. 그러나 당시 고려대학교 내 일부 교수와 학생들이 “고려대가 친일행위자나 국정자문위원의 빈소가 될 수 없다!”며 철거를 주장해 이른바 ‘현민 빈소 사건’이 발생하기도 했다.
그의 사망 당시 고대 내에 그의 빈소가 차려진 것을 두고 학생과 일부 교수들은 "국정자문위원의 빈소가 고대 내에 차려지는 것을 방치할 수 없다"며 반대시위를 벌인 적이 있다.
그러나 어떤 삶을 살아왔든지를 불문에 붙이고 고인을 과대미화시킴으로써 그것이 악을 방관·조장하고 현재의 비리마저 정당화시키는 데 악용된다면 우리는 우리의 관행과 통념에 아부·순종하기보다는 이에 도전하여 이를 극복하는 데 앞장서는 것이 진정한 지성인의 태도라고 생각한다. 그러므로 우리는 특히 교육자로서 이미 일제 치하에서는 대동아공영권을 노래했었고, 해방 직전까지도 "우리(일본 제국)는 반드시 승리한다"고 외치는 등 친일행각의 전력도 있거니와 야당 당수로서 반독재 투쟁을 하다가 처참한 광주의 불행과 직결된 정통성을 결여한 정권의 국정자문위원으로 다시금 변신했던 고 유진오 씨의 빈소가 고대에 차려진다는 것은 비교훈적이라고 생각하여 사회적 통념과의 충돌을 무릅쓰고 항의 시위를 하지 않을 수 없었다.

동료 교수 5인은 그럴 수밖에 없는 안타까운 심정을 호소하기까지 하였다. 그러나 학생들이 물러서지 않자 곧 재단측의 출교, 퇴학 조치 압력으로 무산되었다.

### 사후
2008년 민족문제연구소에서 친일인명사전에 수록하기 위해 정리한 친일인명사전 수록예정자 명단에 선정되었다. 2002년 공개된 친일 문학인 42인 명단에도 들어 있으며, 1944년 《신시대》에 실은 〈우리가 반드시 승리한다〉 등 총 8편의 친일 작품명이 공개되었다. 2005년 고려대학교 교내 단체인 일제잔재청산위원회가 발표한 '고려대 100년 속의 일제잔재 1차 인물' 10인 명단에 포함되었으며 친일반민족행위진상규명위원회가 발표한 친일반민족행위 705인 명단에도 포함되었다.
2008년 8월, 학술지 ‘한국사 시민강좌’ 하반기호(43호)에서 ‘대한민국 건국 60주년 특집 - 대한민국을 세운 사람들’ 을 선발, 건국의 기초를 다진 32명을 선정할 때 법률, 경제 부문의 한 사람으로 선정되었다.

## 저서 및 작품

### 저서
- 《헌법기초회고록》 (1981)
- 《민주정치에의 길》 (1963)
- 《양호기》 (養虎記) (1977)
- 《미래를 향한 창》 (1978)
- 《구름 위의 만상》

### 논문
- 《헌법해의》(憲法解義) (1949)
- 《헌정의 기초이론》 (1950)
- 《헌법강의》 (1953)

### 소설
- 《창랑정기》
- 《김강사와 T교수》

## 약력
- 경성제국대학 졸업
- 보성전문학교 교사
- 보성전문학교 법학과 과장
- 고려대학교 총장
- 1948년 5월 31일 국회 헌법기초전문위원
- 1948년 대한민국 법제처 제1대 처장
- 1949년 민주국민당 창당에 참여
- 1955년 민주당 창당에 참여, 민주당 구파로 활동
- 1959년 한일회담 대한민국측 수석대표
- 국가재건국민운동본부장
- 1967년 민중당 대통령후보
- 신민당 당수

## 가족 관계
- 아내: 성진순
- 아내: 박복례(朴福禮) (1908년2월14일~1954년 6월14일)
  - 딸: 유효숙(兪孝淑, 1930년 3월 27일 ~ )
    - 사위: 한만년(韓萬年, ~ 2004년 前 일조각 대표)
      - 외손: 한성구, 한경구, 한준구, 한홍구(韓洪九, 대학 교수·역사학자), 한승미(여)

  - 아들: 유광(1932.3.6.~사망), 손자 유춘, 유미미(여), 유백
  - 딸: 유충숙(兪忠淑, 1933년 9월 25일 ~ 2025.1.24 )
    - 사위: 박동진(朴東鎭, 1922년 10월 11일 ~ 2013.11.11)전 외무부장관, 국회의원
    - 외손자 박태선, 외손녀 박숙경, 박성환, 박숼라

  - 딸: 유인숙 (1935.3.3).사위 안용팔(사망. 전 카토릭대 교수) 외손녀 안숙, 안연,안청, 외손자 안일
  - 딸: 유경숙 (1930.10.5 ~ ) 전 경상대 교수. 사위.서영하(사망, 전 삼성조선 사장)
  - 아들: 유완 (전 연세대교수) 며느리 최양자
  - 손자: 유동(법조인, 1970년~), 유송, 유정아(여)
- 아내: 이용재(李容載, 이명래고약 대표, 의사, 이명래의 딸 1921년 ~ 2009년 11월 12일[21])
- 유종(음악가, 포항시립교향악단 상임지휘자 역임)

## 평가와 비판
반민족행위처벌법 논의가 한창이던 1948년 8월 27일 초기 국회의사당에서 김인식 의원이 법제처장으로 임명된 유진오에게 친일 혐의가 있는 것을 지적하자 이신태·차랑보 등 방청객 2명이 "반민법은 시기상조다. 너희들도 친일파가 아니냐", "국회에서 친일파를 엄단하라고 주장하는 자들은 빨갱이다"라는 내용의 삐라를 뿌렸다고 전해진다.
유진오의 친일 활동은 「일제강점하 반민족행위 진상규명에 관한 특별법」 제2조 제11·13·17호에 해당하는 친일반민족행위로 규정되어 『친일반민족행위진상규명 보고서』 Ⅳ-10: 친일반민족행위자 결정이유서(pp.768∼816)에 관련 행적이 상세하게 채록되었다.

## 역대 선거 결과
| 실시년도 | 선거   | 대수 | 직책     | 선거구 | 정당   | 득표수   | 득표율          | 순위 | 당락 | 비고 |
| -------- | ------ | ---- | -------- | ------ | ------ | -------- | --------------- | ---- | ---- | ---- |
| 1967년   | 총선   | 7대  | 국회의원 | 종로구 | 신민당 | 55,703표 | \| \| 69.68% \| | 1위  |      | 초선 |
|          | 69.68% |      |          |        |        |          |                 |      |      |      |

## 같이 보기
| - 김성수 - 송진우 - 주요한 - 정지용 - 변영태 - 변영로 - 백관수 - 유치진 - 유치송 - 유치환 - 장면 - 최두선 - 최남선 | - 동아일보 - 보성전문학교 - 현상윤 - 한기악 - 장덕수 - 주요섭 - 곽상훈 - 박순천 - 신익희 - 윤보선 - 조병옥 - 장택상 - 장준하 | - 조선프롤레타리아예술가동맹 - 정일형 - 이명래 - 유진산 - 김영삼 - 이철승 - 이상백 - 한만년 - 한홍구 - 현민 유진오박사 생가터 |

## 관련 문헌
- 임종국, 《실록 친일파》 (돌베개, 1987)
- 임종국, 《친일문학선집》2 (실천문학사, 1987)
- 유진오, 《헌법기초회고록》 (일조각, 1980)